# LaserWriter
LaserWriter — лазерный принтер производства Apple, появившийся в 1985 году. LaserWriter был первым лазерным принтером с встроенным интерпретатором Adobe PostScript.

## История
Первый принтер LaserWriter появился на рынке в январе 1985 года и стоил 6995 долларов. LaserWriter обеспечивал высокое для того времени качества печати — 300 dpi, предоставлял ряд преимуществ, обеспечиваемых использованием интерпретатора PostScript, и имел (относительно) доступную цену. Благодаря этому выход принтера LaserWriter послужил толчком для развития компьютерной верстки и, как следствие, стал одним из основных факторов, приведших к типографской революции.
Вслед за LaserWriter были выпущены такие серии, как Personal LaserWriter, LaserWriter Pro и LaserWriter Select. Последним из чёрно-белых принтеров семейства LaserWriter стала модель LaserWriter 8500.

## Конструкция
В основе LaserWriter лежала механика «Canon CX» (LBP-CX), как и в HP LaserJet, появившемся в 1984 году. Благодаря этому они были частично совместимы по расходным материалам и компонентам.